# Westminster (Colorado)

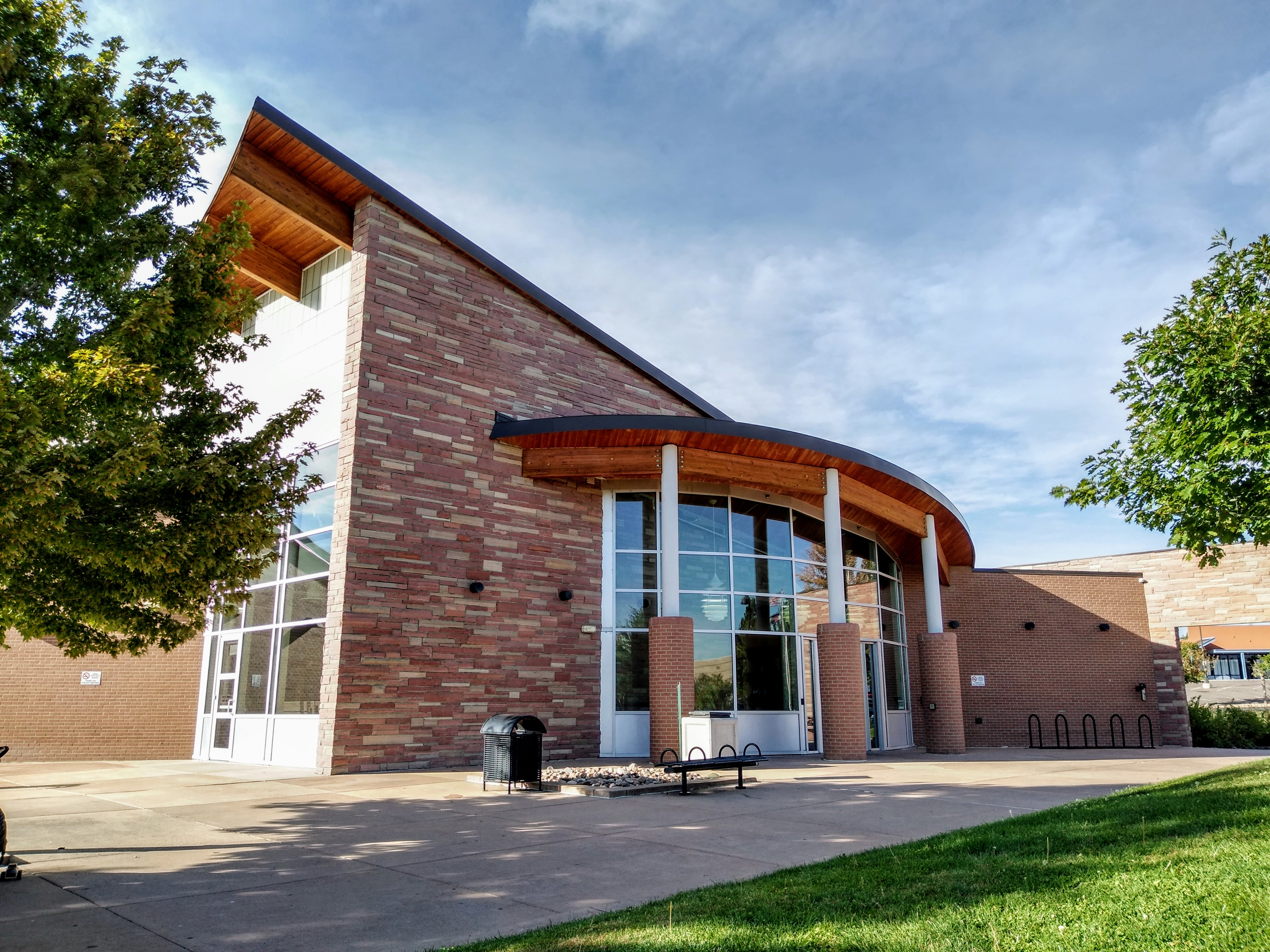
Biblioteca Pública de Westminster en Irving St

Westminster es una ciudad ubicada en los condados de Adams y Jefferson, Colorado, Estados Unidos. Según el censo de 2020, tiene una población de 116 317 habitantes.
Es parte del área metropolitana de Denver, por lo que cuenta con hoteles de algunas de las principales cadenas internacionales, como The Westin, Marriott o Hilton.

## Geografía
La localidad está ubicada en las coordenadas 39°52′N 105°03′O / 39.867, -105.050.

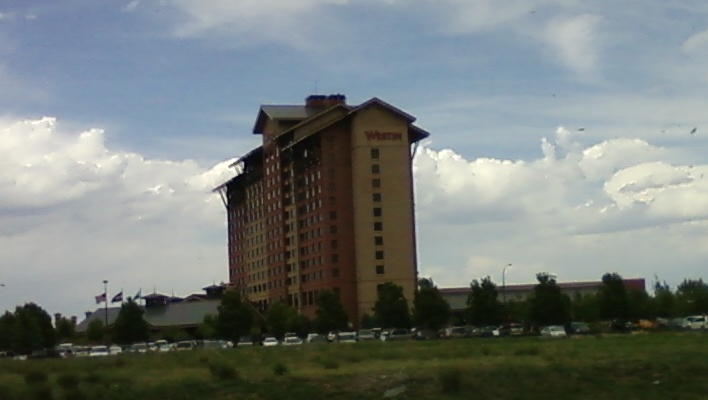
The Westin Westminster

## Demografía
Según la Oficina del Censo, en 2000 los ingresos medios de los hogares de la ciudad eran de $56.323 y los ingresos medios de las familias eran de $63.776. Los hombres tenían unos ingresos medios de $41.539 frente a  $31.568 para las mujeres. Los ingresos per cápita eran de $25.482. Alrededor del 4,7% de la población estaba por debajo del umbral de pobreza.
De acuerdo con la estimación 2015-2019 de la Oficina del Censo, los ingresos medios de los hogares de la ciudad son de $81.322 y los ingresos medios de las familias son de $94.101. Los ingresos per cápita en los últimos doce meses, medidos en dólares de 2019, son de $38.555. Alrededor del 6,1% de la población está por debajo del umbral de pobreza.
Según el censo de 2020, el 70.32% de los habitantes de la ciudad son blancos, el 5.57% son asiáticos, el 1.71% son afromaericanos, el 1.31% son amerindios, el 0.09% son isleños del Pacífico, el 7.71% son de otras razas y el 13.29% son de una mezcla de razas. Del total de la población, el 23.42% son hispanos o latinos de cualquier raza.